# Hydrochasma leucoproctum
Hydrochasma leucoproctum är en tvåvingeart som först beskrevs av Friedrich Hermann Loew 1861.  Hydrochasma leucoproctum ingår i släktet Hydrochasma och familjen vattenflugor. Inga underarter finns listade i Catalogue of Life.